# الکساندر پاپاگوس
الکساندر پاپاگوس (یونانی: Αλέξανδρος Παπάγος؛ ۹ دسامبر ۱۸۸۳ – ۴ اکتبر ۱۹۵۵) یک سیاست‌مدار اهل یونان بود.